# Plucheeae
Tribu
Les Plucheeae, également parfois écrit Plucheae, sont une tribu de plantes à fleurs de la sous-famille des Asteroideae.

## Généralités
Cette tribu a été créée par A. Anderberg en 1989, en suivant sa reclassification de la tribu des Inuleae (Cass.).
Elle comprend les genres suivants :
- Cylindrocline
- Pluchea
- Porphyrostemma
- Pterocaulon
- Rhodogeron
- Sachsia
- Sphaeranthus
- Streptoglossa

Les données moléculaires d'Anderberg de 2005 ne supportent pas la monophylie d'une tribu définie de cette façon. Sa classification de 2005 ne reconnait pas Plucheeae, mais l'inclut dans les Inuleae. Cette classification comprend une sous-tribu des Plucheinae dans les Inuleae, mais cette sous-tribu contient un certain nombre d’espèces de l'ancienne tribu des Inuleae, ainsi que toutes les espèces qui faisait partie des Plucheeae.